# Rungsianea fontainei
Rungsianea fontainei är en fjärilsart som beskrevs av Pierre E.L. Viette 1967. Rungsianea fontainei ingår i släktet Rungsianea och familjen nattflyn. Inga underarter finns listade.